# Macro-rituali sociali
In sociologia si indicano con il nome di macro-rituali quelle azioni che favoriscono la coesione interna e la continuità delle forme sociali collettive.

## Macro-rituale come batteria sociale
I sociologi Émile Durkheim e Randall Collins  si sono occupati dello studio dei rituali religiosi arrivando a definire il rituale come una batteria sociale, in grado di produrre energia sociale. Il modello rituale non caratterizza solo le cerimonie religiose ma si riscontra anche in numerose pratiche sociali: congressi politici, parate militari, concerti musicali. Si osserva anche in micro-rituali interpersonali come la conversazione.
Nel rituale si verifica il passaggio tra l'essere in forma individuale e l'essere in forma collettiva e, secondo Collins, colui il quale aderisce al rito diventa polo di questa batteria. Il rito permette la creazione di un "noi", attraverso la fusione delle identità sociali che vanno a formare un'identità collettiva. Tale fusione risulta più o meno durevole a seconda delle modalità e della frequenza con cui il rituale viene riprodotto e consolidato nel tempo.
Durkheim prende in considerazione rituali religiosi di società piccole e semplici, come le tribù totemiche, e rituali complessi di religioni istituzionalizzate, considerando i rituali più semplici come archetipi del funzionamento dell'azione sociale.
Secondo Durkheim, affinché si realizzi un rituale è innanzitutto necessaria la presenza di un raggruppamento di persone. Tale presenza reciproca causa l'attivazione degli individui e genera una carica emozionale che viene incrementata se le persone agiscono in modo coordinato e sincronizzato seguendo repertori di azioni normate da prescrizioni implicite ed esplicite. Quando l'eccitazione viene espressa, essa aumenta nei partecipanti, distaccandoli dalla routine quotidiana ed elevandoli al contatto con qualcosa di sacro che essi stessi contribuiscono a creare. La graduale armonizzazione dei gesti e la crescente ritmicità permettono ai membri del gruppo di sentirsi parte di una comunità morale e trasformano i sentimenti individuali in collettivi. Ogni rito ha degli effetti: ricarica la forza e l'energia dei partecipanti mentre questi venerano i simboli del gruppo ed esaltano il legame che li unisce.
Alcuni decenni dopo Collins elabora un modello analitico del rituale, considerando il modello di Durkheim e quello dell'interazione faccia a faccia di Erving Goffman. Tale modello identifica un rituale attraverso la presenza dei seguenti elementi:
- riunione fisica di un gruppo di persone
- condivisione del medesimo focus di attenzione e reciproca consapevolezza di ciò
- tonalità emozionale comune
- presenza di oggetti sacri: simboli che rappresentano l'appartenenza al gruppo

Questi elementi favoriscono l'aumento dell'energia emozionale del gruppo di individui che venerano i medesimi simboli. Ciò comporta un altro aspetto: lo sviluppo del sentimento di rabbia e la pratica della punizione nei confronti di chi non rispetta gli oggetti sacri. Gli oggetti sacri variano da religione a religione e possono essere:
- elementi naturali come piante o animali
- oggetti costruiti dall'uomo come libri, crocifissi o edifici
- persone, come un sacerdote o un predicatore
- azioni come cantare, danzare, pregare o stare in silenzio
- idee come i dogmi teologici, le norme religiose o l'idea di dio

Gli oggetti sacri non sono sacri di per sé ma è il gruppo a conferire loro sacralità e la loro presenza favorisce la catalizzazione dell'attenzione dei partecipanti

### Rituali e distinzione del mondo in sacro e profano
Émile Durkheim sostiene che, in base ai rituali, gli uomini dividono il mondo in due categorie: il sacro e il profano.  Tale suddivisione si basa sulla netta distinzione tra "noi" e "non-noi". Il sacro risiede nel noi poiché nei rituali gli oggetti sacri diventano emblema del gruppo coeso, quindi gli individui che formano la collettività venerano sé stessi attraverso i propri simboli. Durkheim identifica il sacro con il legame sociale che unisce gli individui; allo stesso tempo però il sacro, e di conseguenza il rituale che lo definisce, divide i membri del gruppo da coloro che non ne fanno parte, creando il binomio contrapposto appartenenza-non appartenenza ricorrente nella vita quotidiana. Rispettando ciò che è sacro, i partecipanti al gruppo rinnovano la propria adesione alla collettività e la rinforzano. Il rapporto con il sacro si caratterizza come ambivalente poiché il sacro trascende l'individuo, è degno di rispetto ed è più forte ma allo stesso tempo gli appartiene.

## I riti di passaggio
La pubblicazione del libro I riti di passaggio di Arnold van Gennep ha ispirato un'importante tradizione di ricerca che ancora oggi è feconda. Le riflessioni contenute nell'opera, unite alla riflessione di Durkheim, permettono una comprensione approfondita delle modalità con cui operano i rituali. Le considerazioni di van Gennep si concentrano sui riti di passaggio e iniziazione delle tribù primitive per poi passare a società più complesse e strutturate. I riti di passaggio in generale mostrano alla società che è avvenuta una transizione da una condizione di stabilità e ordine a una diversa condizione di stabilità e ordine. Si possono distinguere due tipologie di riti di passaggio:
- Riti di crisi del corso di vita
- Riti stagionali o periodici

### Riti di crisi del corso di vita
I riti di crisi del corso di vita segnano il passaggio da uno status a un altro durante il corso di vita dei singoli individui. L'individuo quindi perde il suo status precedente attraverso cerimonie di temporanea degradazione e affinché possa ottenere un nuovo status deve dimostrare di aver portato a termine la sua trasformazione. Ogni rito, individuale o collettivo, sul piano spazio-temporale è costituito da tre fasi: 
- Fase pre-liminare
- Fase liminare
- Fase post-liminare

La prima è la fase di separazione e/o di rottura, che precede il cambiamento. La seconda è la fase del cambiamento, di sospensione o di margine. La terza è la fase che segue il cambiamento, di ri-aggregazione o di re-integrazione. Esempi di riti di crisi del corso di vita sono battesimi, feste di laurea, matrimoni, funerali. Prima del matrimonio, ad esempio, si hanno due individui liberi di instaurare relazioni amorose con altri individui. La fase del fidanzamento invece costituisce la fase liminare ed è presente una rottura rispetto alla fase precedente in cui gli individui vivevano da singoli. La fase liminare culmina con i festeggiamenti dell'addio al nubilato o celibato, quindi della trasformazione. Il definitivo compimento del cambiamento è sancito dal rito, che permette a ciascun singolo di ri-definirsi rispetto a prima e nel caso specifico, permette ai coniugi di essere re-integrati nella società con le loro nuove identità di individui e coppia.
Nella fase liminare spesso i soggetti vivono in una condizione confusa che mette in discussione le categorie su cui si basa l'ordine sociale. Tale condizione è temporanea: gli individui restano nel limbo della fase liminare finché non assumono una forma stabile, definita e definitiva. A volte la fase liminare va a coincidere con un vero e proprio allontanamento spaziale dalla collettività. La società crea spesso delle strutture in cui confinare i soggetti considerati potenziali disturbatori dell'ordine sociale, come ad esempio malati psichiatrici, tossicodipendenti e delinquenti, in attesa che concludano la propria fase di trasformazione. Spesso questi soggetti subiscono dei rituali di degradazione come indossare divise tutte uguali o il taglio dei capelli. Questo avviene perché i devianti devono essere sottoposti ad una rieducazione che permetta loro di essere ri-socializzati. Il concetto di devianza è fortemente collegato a quello di Panico morale che si caratterizza come una forte preoccupazione riguardo ad una minaccia sociale, giudicata sulla base di indicatori reali, non così terribile ed estesa.

### Riti stagionali o periodici
I riti stagionali o periodici sono cerimonie attraverso cui la collettività conferisce senso a eventi che implicano cambiamenti. Inizialmente questi riti riguardavano momenti specifici del ciclo produttivo o momenti di passaggio come carestie, guerre e pestilenze. Oggi ci sono ancora rituali collettivi che presentano una frequenza ciclica annuale, come il Capodanno. Attraverso il rituale vengono create e ricreate le stesse diverse fasi dei riti del corso di vita. La notte di Capodanno corrisponde alla fase liminare: è presente il sovvertimento dell'ordine sociale e le attività routinarie vengono interrotte. Il primo giorno dell'anno invece si caratterizza come la fase post-liminare in cui lentamente ci si prepara ad affrontare nuovamente la routine.

## Il rito dello scambio dei doni
Lo scambio dei doni è un'importante azione rituale. Durkheim parla di dono come oggetto sacro che rappresenta l'unione tra individui. Piccoli gruppi o società si scambiano doni rafforzando il legame instaurato e confermando reciprocamente la propria adesione al rapporto. Nel dono c'è il 'noi', cioè il sociale. La relazione e il legame che va a creare determina sostegno e fiducia, ma parallelamente vincolo e costrizione; di conseguenza, chi dona esercita un potere su chi riceve il dono. Studi antropologi ed etnologi permettono di comprendere come lo scambio simbolico diventi un forte collante sociale.
L'antropologo Claude Lévi-Strauss studiando le società tribali osserva come la solidarietà precontrattuale tra famiglie venisse garantita attraverso lo scambio di donne, con i matrimoni. Spesso le famiglie che ricevevano in dono una donna erano obbligate a contraccambiare con un'altra sposa; dunque venivano a crearsi forti legami regolati da vincoli che arrivavano ad abbracciare tutti i gruppi famigliari, plasmando la struttura della società. Si ritrovano sistemi fondati sullo scambio matrimoniale non solo in piccoli gruppi sociali piccoli ma anche in società più articolate e complesse, come i sistemi dinastici europei.

### L'anello di Kula

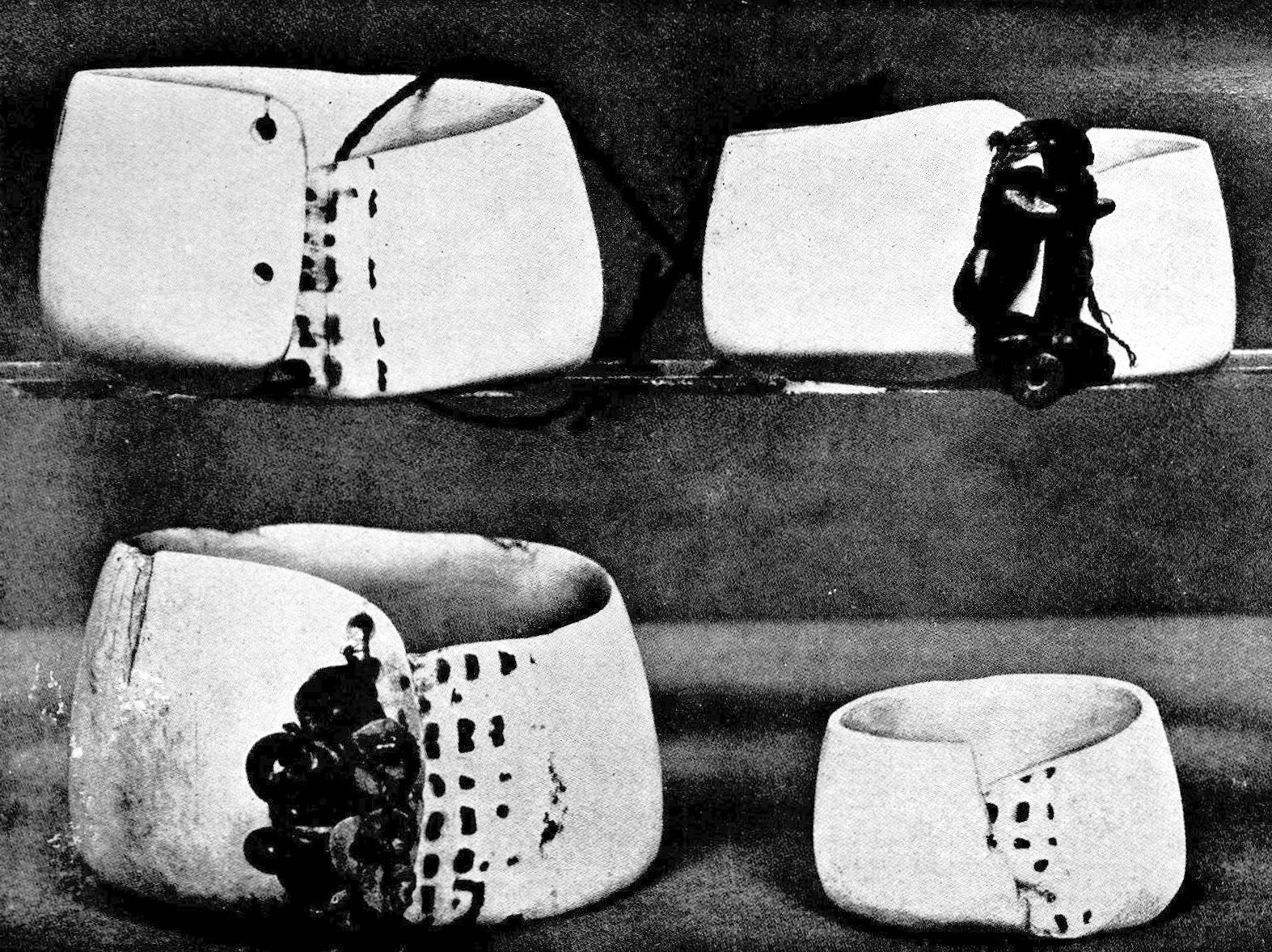
Mwali, bracciali di conchiglie bianche. Foto di Bronisław Malinowski

L'anello di Kula è una catena di scambi rituali che si verificavano tra numerose isole della Melanesia ed è stato descritto per la prima volta dall'antropologo Bronisław Malinowski. Esiste da 2000 anni ed è un esempio di scambio simbolico paritario. Le tribù infatti realizzavano una doppia circolazione di scambi di beni di prestigio: i soulava, collane di conchiglie rosse e i mwali, bracciali di conchiglie bianche. Questi beni potevano essere scambiati solo l'uno con l'altro e il loro possesso temporaneo, insieme all'ampiezza della rete di scambi, garantiva posizioni di potere. Marcel Mauss notò che il kula influenzava diversi aspetti culturali e della vita sociale come la preparazione dei doni, la realizzazione delle canoe e la celebrazione di riti; per questo lo definì un "fatto sociale totale". La funzione del kula era la creazione di legami attraverso vincoli e l'attivazione di alcune forme di solidarietà sociale. Tale sistema di scambi favoriva il rafforzamento della fiducia reciproca, dimostrando l'affidabilità necessaria alla creazione di reti di scambi commerciali.

### Potlach
In alcune comunità i doni possono contribuire a stabilire una gerarchia sociale, come nel caso del Potlatch, rituale caratteristico di alcune tribù dei Nativi Americani, basato sullo scambio competitivo di doni. In questo caso l'obbligo di contraccambiare diventa, per il capo concorrente della tribù, una sfida e un'occasione per dimostrare maggiore ricchezza.

## Riti di cambiamento
Nelle piccole società studiate da Durkheim, il rito risulta estremamente pervasivo e riesce a coinvolgere ogni individuo della comunità in modo completo. Non essendoci nette separazioni tra le differenti sfere della vita, il rito coinvolge tutti gli aspetti dell'esistenza dei singoli. Nelle società più complesse invece, i soggetti si trovano ad appartenere a più gruppi sociali contemporaneamente. Conseguenza diretta di questo aspetto è una minore pervasività del rito e del gruppo nei confronti dell'individuo. In entrambi i tipi di società tuttavia, pur se con intensità diverse, è presente l'obbligo morale di partecipazione e rispetto del rito: ciò implica un'avversione al cambiamento e all'innovazione.
Georg Simmel riteneva che l'obbligo morale della partecipazione venisse limitato fortemente nelle società più complesse, poiché la presenza di un'ampia varietà di stimoli permette di sviluppare un atteggiamento disincantato e meno incline all'interazione emotiva con il mondo. Nelle società complesse è presente una stratificazione sociale in cui si riconoscono dei gruppi sociali dominanti che detengono il potere. Spesso molti riti hanno semplicemente la funzione di rafforzare l'autorità di questi gruppi e non servono a unire la comunità. Tenendo conto di aspetti caratteristi delle società complesse si arriva a definire due grandi categorie di rituali:
- i riti che non alterano la struttura sociale ma la rigenerano
- i riti che determinano un cambiamento della struttura interna della società.[14]

### Riti che non alterano la struttura sociale
I riti che non alterano la struttura sociale ma la rigenerano sono caratterizzati dal mantenimento dell'ordine sociale in cui sono compresi, pur mettendo in scena il conflitto sociale. Max Gluckman si occupò di studiare tali rituali, notando che risultavano tutti accomunati dalla tendenza a ritualizzare il conflitto mettendo in discussione gerarchie e regole sociali senza però compromettere l'ordine stabilito.

### Riti che determinano un cambiamento della società
I rituali che apportano cambiamenti alla società sono quelli in cui si verificano conflitti sociali, come afferma l'antropologo Victor Turner. Tale mutamento può avvenire secondo due modalità:
- Il rituale come anti-struttura, in cui è l'azione rituale a creare crisi, mostrando codici culturali differenti da quelli predominanti.
- Il rituale come dramma sociale, in cui la situazione di crisi precede il rito ed è gestita da questo.

Turner sostiene che le minoranze si trovino abitualmente in una fase liminare, occupando una posizione marginale all'interno della comunità sociale. Manifestando, i gruppi marginali pongono una critica all'ordine sociale e vanno a costituirsi come gruppo morale innescando talvolta dei processi di mutazione della struttura sociale. Le contestazioni sociali del 1968 sono un esempio di sovvertimento dell'ordine sociale costituito, in cui minoranze formano delle communitas attraverso un'azione rituale che si caratterizza come performativa. Viene messa in scena un'anti-struttura che esprime ed alimenta il mutamento. Il dramma sociale invece si verifica quando sono i cambiamenti politici e sociali a generare la crisi, Tangentopoli è un esempio di dramma sociale: cadono i riferimenti di senso avuti fino a quel momento da una collettività per definire la realtà in termini di giusto o sbagliato. In questi casi il dramma sociale può essere affrontato in due modi: ricomponendo l'ordine sociale attraverso una liturgia di riparazione oppure celebrando un nuovo ordine come nel caso della festa della liberazione e la festa della repubblica. L'esito della ritualizzazione del dramma sociale non coincide sempre con il ripristino dell'ordine sociale istituito: talvolta la struttura sociale può trasformarsi o ancora, può verificarsi la disgregazione del gruppo.